# 8521 Буленвійєр
8521 Буленвійєр (8521 Boulainvilliers) — астероїд головного поясу, відкритий 4 квітня 1992 року.
Тіссеранів параметр щодо Юпітера — 3,618.